# 시가현 제4구
시가현 제4구(滋賀県 第4区)는 일본의 중의원 선거구이다. 1994년 공직선거법으로 신설되었다.

## 지역
- 오미하치만시
- 고카시
- 고난시
- 히가시오미시 일부